# Pseudochromis aldabraensis
Pseudochromis aldabraensis är en fiskart som beskrevs av Bauchot-boutin, 1958. Pseudochromis aldabraensis ingår i släktet Pseudochromis och familjen Pseudochromidae. Inga underarter finns listade i Catalogue of Life.